# ムルゴル駅
ムルゴル駅（물골역）は、朝鮮民主主義人民共和国羅先特別市先鋒区域に位置する朝鮮民主主義人民共和国鉄道省咸北線と豆満江線の鉄道駅である。単線の分岐のみの配線になっており交換設備等はない。

## 歴史
- 日時不明：開業。

## 隣の駅
朝鮮民主主義人民共和国鉄道省
咸北線
洪儀駅 - ムルゴル駅 - 九龍坪駅
豆満江線
ムルゴル駅 - 赤池駅